# Micrispa bouchardi
Micrispa bouchardi es una especie de insecto coleóptero de la familia Chrysomelidae.
Fue descrita científicamente en 1906 por Gestro.